# Jeskyně plavců
Jeskyně plavců je vápencová jeskyně v jihozápadním Egyptě. Nachází se na náhorní plošině Gilf Kabír v guvernorátu Al-Vádí al-Gadíd. Je proslulá četnými petroglyfy, jejichž stáří se odhaduje na šest až devět tisíc let.
Jeskyni objevil v roce 1933 maďarský cestovatel László Almásy, když v okolí Kufry pátral po legendárním městě Zerzura. Pojmenoval ji podle toho, že na jejích stěnách nalezl malby lidských postav v pozici připomínající plavání. Celá oblast se nazývá Údolí obrazů a nachází se v ní také menší Jeskyně šelem s malbami zvířat. Ve své knize Neznámá Sahara Almásy vysvětlil svůj objev tím, že v minulosti musela mít Libyjská poušť pro člověka podstatně příznivější klima. Ve své době sklidil nedůvěru, později však vědci zjistili, že v takzvaném africkém vlhkém období byla oblast díky monzunům skutečně obývána velkými stády zvěře i neolitickými lovci. Bylo také prokázáno, že v blízkosti jeskyně tehdy existovala rozsáhlá vodní plocha, která dostala název Ptolemaiovo jezero.
Místo navštívili také německý archeolog Leo Frobenius a malířka Elisabeth Pauli. Člen Frobeniovy expedice Hans Rhotert považoval ležící postavy za mrtvá těla a znázorněné pohřební rituály srovnával s Texty rakví z egyptské Střední říše. V roce 2008 jeskyni zkoumala výprava Českého egyptologického ústavu. Miroslav Bárta interpretoval výjevy v jeskyni jako rituální obětování válečných zajatců. Upozornil také na nápadnou podobnost zobrazeného božstva s egyptským Minem. Z toho vyvodil, že postupné vysychání oblasti vedlo k bojům o přírodní zdroje a pak k masové migraci, přičemž obyvatelé Jeskyně plavců se pravděpodobně usadili v údolí Nilu a stáli u zrodu starověkého Egypta. 
Michael Ondaatje se inspiroval Almásyho osudy k románu, podle něhož byl natočen oscarový film Anglický pacient.
Jeskyně plavců je celoročně přístupná návštěvníkům a v roce 1985 do ní bylo zavedeno elektrické osvětlení. Úspěch filmu podstatně zvýšil zájem turistů o tuto lokalitu, což však vedlo k poškození některých maleb vandaly.